# Aeroportul Taroom
Aeroportul Taroom (IATA: XTO, ICAO: YTAM) este un aeroport din Queensland, Australia.
Situat la o altitudine de 232 m, aeroportul dispune de o singură pistă. Este operat de Shire of Banana⁠(d).